# Tangerang
Tangerang ist eine Millionenstadt im Nordosten der indonesischen Provinz Banten. Sie befindet sich etwa 20 km westlich von Jakarta und ist die drittgrößte Stadt der Metropolregion Jabodetabek.

## Lage
Tangerang liegt zwischen 10 und 18 m Höhe.
Einige Gebiete der Stadt sind von Sümpfen durchzogen, darunter auch jene am Flughafen. Der Fluss Cidane (Sungai Cisadane) mündet hier in die Javasee und teilt die Stadt in zwei Hälften. Der Cipondoh-See ist 126 ha groß und liegt im Südwesten der Stadt im gleichnamigen Distrikt (Kecamatan).
Im Norden und Westen wird das Stadtgebiet vom Regierungsbezirk (indones. Kabupaten) Tangerang umschlossen, aus der die Stadt durch das Gesetz Nr. 2/1993 ausgegliedert wurde. Die südliche Grenze bildet das Munizipium Selatan West (indones. Kota Tangerang Selatan), das erst 2008 entstand. Im Osten grenzt Tangerang an die Stadt Jakarta (Stadtbezirke Kodya Barat und Selatan). Kota Tangerangs äußerste Koordinaten liegen zwischen 6°06' – 6°14' südlicher Breite und 106°36'–106°42' östlicher Länge.

## Klima
In der Region herrscht tropisches Klima. Im Jahr 2020 wurden 179 Regentage gezählt, die meisten Dezember bis März. Im August 2020 fiel der geringste Niederschlag (58,8 mm), während er im
Februar über neunmal so hoch war (549,9 mm). Die mittlere Sonnenscheindauer betrug etwa 60 %. Die Lufttemperatur schwankte zwischen 21,2 (Oktober) und 35,2 °C (August). Die Luftfeuchtigkeit variierte zwischen 50 (Juni) und 100 % (Januar und Februar), errechneter Jahresdurchschnitt aus den Monatswerten: 80 %.

## Bevölkerung
Mit 1.895.486 Einwohnern (Census 2020) lag Tangerang in der Rangliste der bevölkerungsreichsten Städten Indonesiens auf Platz sieben. Der Hauptteil der Bevölkerung ist islamischen Glaubens (Census 2020: 85,16 %), lediglich Protestanten (5,38 %), Buddhisten (3,67 %) und Katholiken (2,41 %) sind noch erwähnenswert. Es gibt 737 Moscheen, 282 Kirchen und 4 Tempel. Tangerang hat eine große chinesische Gemeinschaft mit einem eigenen Friedhof.
Die Wachstumsrate der Bevölkerung betrug zwischen 2010 und 2020 jährlich 0,54 %, Tendenz rückläufig. In allen Distrikten (Kecamatan) herrscht ein Männerüberschuss, im Schnitt kommen im ganzen Regierungsbezirk 102,4 Männer auf 100 Frauen.
47,07 % der Bevölkerung über 10 Jahren (2021: 1.585.541) sind ledig, 48,51 % verheiratet, 1,12 % geschieden und 3,29 % verwitwet. Im Jahr 2020 standen 9.051 Hochzeiten 2.891 Scheidungen gegenüber.

## Territorialstruktur
Das Munizipium (Kota) Tangerang gliedert sich in 13 Distrikte, die wiederum aus 104 Dörfern (Kelurahan) bestehen.

## Verwaltungsübersicht der Distrikte
| Code 2   | Kecamatan Distrikt | Ibu Kota Verwaltungssitz | Fläche (km²) | Volkszählung 2020 1 | Volkszählung 2020 1 | Volkszählung 2020 1 | Anzahl der Kelurahan 6 |
| Code 2   | Kecamatan Distrikt | Ibu Kota Verwaltungssitz | Fläche (km²) | Einwohner 3         | 0Dichte 40          | Sex Ratio 5         | Anzahl der Kelurahan 6 |
| -------- | ------------------ | ------------------------ | ------------ | ------------------- | ------------------- | ------------------- | ---------------------- |
| 36.71.01 | Tangerang          | Sukarasa                 | 15,79        | 153.859             | 9744,1              | 101,0               | 8                      |
| 36.71.02 | Jatiuwung          | Keroncong                | 14,41        | 102.053             | 7082,1              | 105,3               | 6                      |
| 36.71.03 | Batuceper          | Batuceper                | 11,58        | 92.044              | 7948,5              | 104,8               | 7                      |
| 36.71.04 | Benda              | Jurumudi                 | 5,92†        | 83.526              | 14109,1             | 104,7               | 5                      |
| 36.71.05 | Cipondoh           | Cipondoh                 | 17,91        | 248.212             | 13858,8             | 102,3               | 10                     |
| 36.71.06 | Ciledug            | Sudimara Barat           | 8,77         | 164.151             | 18717,3             | 102,3               | 8                      |
| 36.71.07 | Karawaci           | Cimone Jaya              | 13,48        | 184.388             | 13678,6             | 101,9               | 16                     |
| 36.71.08 | Periuk             | Periuk                   | 9,54         | 141.003             | 14780,2             | 103,8               | 5                      |
| 36.71.09 | Cibodas            | Cibodas Baru             | 9,61         | 147.279             | 15325,6             | 100,7               | 6                      |
| 36.71.10 | Neglasari          | Mekarsari                | 16,08        | 115.520             | 7184,1              | 105,0               | 7                      |
| 36.71.11 | Pinang             | Kunciran Jaya            | 21,59        | 180.131             | 8343,3              | 101,4               | 11                     |
| 36.71.12 | Karang Tengah      | Pondok Pucung            | 10,47        | 117.721             | 11243,6             | 101,2               | 7                      |
| 36.71.13 | Larangan           | Larangan Indah           | 9,40         | 165.599             | 17616,9             | 101,0               | 8                      |
| 36.71    | Kota Tangerang000  |                          | 000164,55†   | 00001.895.486       | 000011519,2         | 102,4               | 104                    |

† flächenmäßig nicht enthalten ist der Flughafen Soekarno-Hatta (19,69 km²)

## Verkehr
Der Internationale Flughafen Soekarno-Hatta befindet sich in den beiden nordöstlichen Distrikten Benda und Neglasari. 2020 wurden über 105.000 Flüge (davon 15 % international) mit ca. 2,3 Mio. Passagieren gezählt.
Tangerang ist Endpunkt der Duri-Eisenbahnlinie der KRL Jabodetebak, die über 19 km nach West-Jakarta (Duri) führt. Die Autobahn Merak-Jakarta Nr. 1 führt mit ihren drei Anschlussstellen mitten durch die Stadt. Weiterhin verbindet eine Ringstraße die Stadt mit Jakarta, Bekasi und Bogor. In der Stadt befinden sich auch zahlreiche Bushaltestellen für den innerstädtischen Verkehr, für den Verkehr in das Umland und nach Jakarta.
Mit dem benachbarten Munizipium Süd-Tangerang (Kota Tagerang Selatan) und dem Regierungsbezirk (Kabupaten) Tangerang besteht eine Zone Tangerang Raya, in der auf 1500 km² über fünf Millionen Menschen leben und die über 1000 Industriegebiete umfasst (besonders bei Balaraja, Cisoka und Cikupa).

## Industrie
Zahlreiche Firmen besitzen Zweigstellen und Filialen in Tangerang, ebenso bestehen Einkaufszentren in der Stadt. Bekannt ist der alte Markt im Stadtzentrum nahe der Großen  Moschee (Masjid Agung) mit Ständen und Imbissbuden. In Tangerang bestehen sieben (private) Universitäten, darunter die International University Liaison Indonesia.

## Tourismus
Tangering besitzt 370 Restaurants (2020). 2013 zählte man 423.135 Hotelübernachtungen, davon 15 % aus dem Ausland (63.419) in den 31 Hotels (mit 1847 Räumen). Im gleichen Jahr besuchten die 21 touristische Objekte 424.852 Touristen – davon 84.617 aus dem Ausland  (19,9 %).

### Sehenswürdigkeiten
- Der Situ Gintung ist ein im Süden von Tangerang gelegener Stausee, der in der holländischen Kolonialzeit gebaut und 1933 fertiggestellt wurde.
- Boen Tek Bio Tempel aus dem 18. Jahrhundert
- Benteng Geschichtsmuseum[5]

## Sport
Der Fußballverein Persita Tangerang spielt in der höchsten indonesischen Spielklasse.

## Geschichte
Durch die Regierungsverordnung Nr. 50/1981 wird die administrative Stadt Tangerang gebildet und durch das Gesetz Nr. 2/1993 wird das Munizipium (Kotamadya) Tangerang gebildet und aus dem gleichnamigen Regierungsbezirk (Kabupaten) ausgegliedert.